# David Gordon (Erfinder)

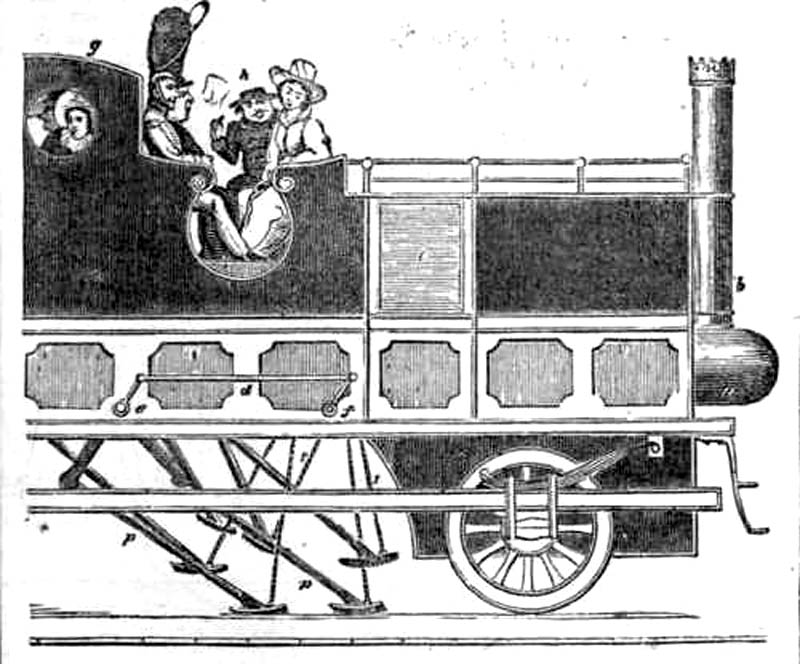
David Gordons Dampfbus, Zeichnung nach dem Patent von 1824

David Gordon (* 1774; † 1829) war ein schottischer Erfinder, der sich vor allem mit der Entwicklung von Gaslampen und Dampfwagen (einer frühen Form von Automobilen) einen Namen machte.

## Tragbares Gas
Gordons erstes wichtiges Patent von 1819 (zusammen mit Edward Heard) handelte von komprimiertem, „tragbarem Gas“ (Portable Gas) in Kupferzylindern, woraus die London Portable Gas Company in Clerkenwell im Londoner Stadtteil Islington hervorging. Durch diese Erfindung war die weite Verbreitung von Gaslampen erst möglich. Sein generelles Interesse an Energiekreisläufen brachte Gordon auf die Idee, einen Wasserkessel mit einem zweiten Metallmantel zu umgeben, um die Luft dazwischen als Wärmespeicher zu nutzen. Mitte des 19. Jahrhunderts waren solche Kettles in England weit verbreitet:
„In Kochern normaler Bauweise entweicht ein Großteil der erhitzten Luft ins Freie, ohne zu etwas zunutze zu sein, während sie bei Mr. Gordons Konstruktion nachweislich das Wasser früher zum Kochen bringt; daraus folgt eine Ökonomie der Zeit wie auch des Brennstoffs. Mr. Gordon hat vielerlei andere Kochgefäße nach dem gleichen Muster gefertigt.“
Gordons Vision jedoch ging weiter: Er wollte mit seinen auf Öl basierenden und mit Luftdruck arbeitenden Gasbehältern Busse antreiben, die bislang von Pferden gezogen wurden. Er fand dafür keine Interessenten und wandte sich ab 1821 der Konstruktion von Bussen zu, die nach dem Prinzip der Dampflokomotive arbeiteten. Aus diesem Jahr stammt sein Patent über die „Verbesserungen von Räderkutschen“. Es folgten bis 1824 weitere Patente zu diesen Fahrzeugen und ein Patent über „Kanalnavigation“.

## Propeller für Dampfbusse
Ein im Dezember 1824 angenommenes Patent enthielt als zentrale Idee Propeller, die an der Unterseite des Automobils rotierten und bei Steigungen in den Boden abgesenkt wurden. Die Idee, dem Rutschen der Räder mit sich drehenden Armen aus Metall und Holz entgegenzuwirken, war nicht neu. David Gordon setzte nur mehr Propeller ein (sechs) und nicht hinten, sondern vorn. Sein letztes Patent handelte von der Navigation in Kanälen und stammt ebenfalls von 1824. Damals hatte Gordon bereits eine Firma aufgebaut, die Postwagen mit Dampfkraft, Vakuum-Technik oder Pneumatik antrieb – letzteres mit seinem „tragbaren Gas“.
David Gordons Vater war der schottische Richter Sir Alexander Gordon. Einer seiner drei Söhne, Alexander Gordon, wurde als Pionier der Entwicklung von Leuchttürmen bekannt.